# Les biches - Le cerbiatte
Les biches - Le cerbiatte (Les biches) è un film del 1968 diretto da Claude Chabrol.
Il film è stato presentato al Festival di Berlino, dove Stéphane Audran ha vinto l'Orso d'argento per la migliore attrice.
Il titolo originale francese Les biches significa proprio "le cerbiatte", ma è evidente il gioco di parole con "lesbiche", in riferimento all'omosessualità femminile mostrata nel film.

## Trama
A Parigi, sul Pont des Arts, la bella e ricca Frédérique incontra casualmente la giovane Why, un'artista di strada che dipinge soprattutto cerbiatte. Frédérique seduce la ragazza e la convince a trasferirsi nella sua villa a Saint Tropez, dove vivono anche i suoi due amici Robéque e Riais, entrambi omosessuali. Tra le due tutto sembra andare per il meglio fino a quando Why, durante una festa, conosce l'architetto Paul Thomas. I due se ne vanno, seguiti da Robéque e Riais su richiesta di Frédérique, e trascorrono la notte insieme. Frédérique, gelosa dell'intimità creatasi tra i due, va a trovare Paul e riesce a sedurlo, intrecciando una relazione con lui. La donna invita quindi l'uomo a trasferirsi da lei e caccia dalla villa Robéque e Riais. Segue un periodo di convivenza a tre, una condizione prima sofferta ma poi accettata da Why, che finisce per provare i medesimi sentimenti sia per Paul che per Frédérique. Quest'ultima, tuttavia, comincia a non sopportare la presenza della ragazza e, trovando come pretesto gli impegni di Paul, decide di lasciarla e di seguire l'uomo a Parigi.
A questo punto la situazione precipita: Why, che non intende perdere Paul e Frédérique, si reca a sua volta a Parigi nella casa di Frédérique, trovandovi solo lei. Why confessa quindi il suo amore per lei e per Paul, dichiarando di non poter più stare senza di loro e di voler continuare a vivere con i due sotto lo stesso tetto. Frédérique, disgustata, afferma di provare ribrezzo per le parole della ragazza e le intima di andarsene. Why allora prende qualcosa dalla borsa e si avvicina a Frédérique che è davanti a un grande specchio e si sta mettendo il rossetto. La ragazza le dice di temere e la colpisce alla schiena con un pugnale, uccidendola all'istante. Why, ormai completamente folle, dice di essere la copia perfetta della donna e che perciò non può farle una colpa se si è innamorata di lei e, di conseguenza, di Paul. La ragazza indossa quindi il cappotto che Frédérique portava quando si sono conosciute al Pont des Arts e si sdraia sul letto, aspettando il ritorno di Paul.